# Мансур, Халид
Халид Валид Мухаммед Мансур (араб. خالد وليد محمد منصور‎; род. 25 декабря 1999, Катар) — катарский футболист, полузащитник клуба «Аль-Духаиль», выступающий на правах аренды за «Катар СК».

## Клубная карьера
Воспитанник футбольного клуба «Аль-Джаиш». В его составе 6 декабря 2016 года дебютировал в чемпионате Катара в домашней игре с «Лехвией». На последних минутах встречи при счёте 2:1 в пользу соперника Мансур появился на поле, заменив Ахмеда Муина. Этот матч стал единственным для него в основном составе команды. По завершении сезона футбольный клуб «Аль-Джаиш» объединился с «Лехвией» под новым названием — «Аль-Духаиль». Первую игру за новую команду провёл 17 ноября 2018 года на групповом этапе Кубка звёзд Катара против «Умм-Салаля».
2 ноября 2020 года на правах аренды перешёл в «Катар СК». Дебютировал в его составе 26 ноября в домашней встрече с «Аль-Араби», выйдя на поле в компенсированное время матча вместо Юсефа Белайли.

## Карьера в сборных
В 2018 году в составе юношеской сборной Катара принимал участие в чемпионате Азии в Индонезии. Дебютировал за сборную в заключительной игре группового этапа с Тайванем. Мансур появился на поле сразу после перерыва вместо Абдуллы Муриси и на 57-й минуте открыл счёт в матче, положив тем самым начало разгрому соперника (4:0). Благодаря этой победе Катар вышел в четвертьфинал, где встречался со сборной Таиланда. В этой игре основное время завершилось вничью со счётом 3:3 и было назначено дополнительное время. Мансур вышел на замену на 68-й минуте, а на 106-й забил мяч с передачи Абдулрашида Умару.

## Клубная статистика
| Выступление      | Выступление      | Выступление      | Лига | Лига | Кубки | Кубки | Конт. кубки | Конт. кубки | Итого | Итого |
| Клуб             | Лига             | Сезон            | Игры | Голы | Игры  | Голы  | Игры        | Голы        | Игры  | Голы  |
| ---------------- | ---------------- | ---------------- | ---- | ---- | ----- | ----- | ----------- | ----------- | ----- | ----- |
| Аль-Джаиш        | Старс-лига       | 2016/17          | 1    | 0    | 0     | 0     | 0           | 0           | 1     | 0     |
| Аль-Джаиш        | Итого            | Итого            | 1    | 0    | 0     | 0     | 0           | 0           | 1     | 0     |
| Аль-Духаиль      | Старс-лига       | 2017/18          | 0    | 0    | 0     | 0     | 0           | 0           | 0     | 0     |
| Аль-Духаиль      | Старс-лига       | 2018/19          | 0    | 0    | 3     | 0     | 0           | 0           | 3     | 0     |
| Аль-Духаиль      | Старс-лига       | 2019/20          | 1    | 0    | 4     | 0     | 0           | 0           | 5     | 0     |
| Аль-Духаиль      | Старс-лига       | 2020/21          | 0    | 0    | 0     | 0     | 0           | 0           | 0     | 0     |
| Аль-Духаиль      | Итого            | Итого            | 1    | 0    | 7     | 0     | 0           | 0           | 8     | 0     |
| → Катар СК       | Старс-лига       | 2020/21          | 6    | 0    | 0     | 0     | 0           | 0           | 6     | 0     |
| → Катар СК       | Итого            | Итого            | 6    | 0    | 0     | 0     | 0           | 0           | 6     | 0     |
| Всего за карьеру | Всего за карьеру | Всего за карьеру | 8    | 0    | 7     | 0     | 0           | 0           | 15    | 0     |